# Beauforthuis
Het Beauforthuis is een klein muziekpodium/theater met theatercafé en gemeentelijk monument aan de Woudenbergseweg 70 bij Austerlitz in de Nederlandse provincie Utrecht.

## Boerderij en landbouwschool
In 1832 werd op de heide buiten het dorp Austerlitz een proefboerderij Heidenoord gebouwd. Al in 1844 werd de boerderij verkocht aan bankier J. B. Stoop die sinds 1826 eigenaar was van de heidegronden ten zuiden van de Zeisterweg. Hij vestigde er een landbouwschool.

## Kerk
Na het overlijden van Stoop in 1856 werden zijn dochter Anna en haar echtgenoot Arnoud Jan de Beaufort door vererving eigenaar van Heidenoord. De Beaufort was lid van Provinciale Staten van Utrecht en stamvader van de patriciaatstak. De protestanten uit Austerlitz hadden tot die tijd geen eigen onderkomen en kerkten tot die tijd in Zeist. In 1861 schonk hij Heidenoord aan de kerkelijke gemeenschap van Austerlitz. Als de nieuwe kerkelijke gemeente Austerlitz zelfstandig zou worden zou ze eigenaar van de vroegere landbouwschool worden. Dit onder de voorwaarde dat de kerkelijke bestemming alleen kan wijzigen in een sociaal-culturele bestemming. De vermogende Arnoud Jan uit het geslacht De Beaufort bouwde in 1862 een kerk aan de woning waarbij het voorhuis de domineeswoning werd. Mr. de Beaufort uit Utrecht schonk daarbij een fraai orgel. De familie speelde tot in 1971 een grote rol in het sociale leven van het dorp. Uit dankbaarheid werd de Beaufortweg naar hem genoemd. De hervormde kerk van Austerlitz deed dienst tot 1984, toen in het centrum van Austerlitz een nieuwe hervormde kerk werd gebouwd.

## Culturele bestemming
Het aanvankelijke plan om de oude kerk te slopen ging niet door. Het gebouw werd vanaf 1984 een paar jaar gebruikt als muziekacademie, maar wordt sinds 1987 beheerd door Stichting de Beaufort. De pastorie werd aanvankelijk in gebruik genomen als woonhuis en de kerk kreeg de huidige benaming Beauforthuis. Sinds 1989 worden er concerten en theatervoorstellingen georganiseerd. In 2008/2009 werd een grootschalige verbouwing gerealiseerd. Bij de verbouwing werd een glazen kubus aan het gebouw geplaatst. Hierdoor kon de voormalige pastorie in gebruik worden genomen als theatercafé. In 2014 werd de kerkzaal grondig gerenoveerd. Rondom het Beauforthuis zijn terrassen.

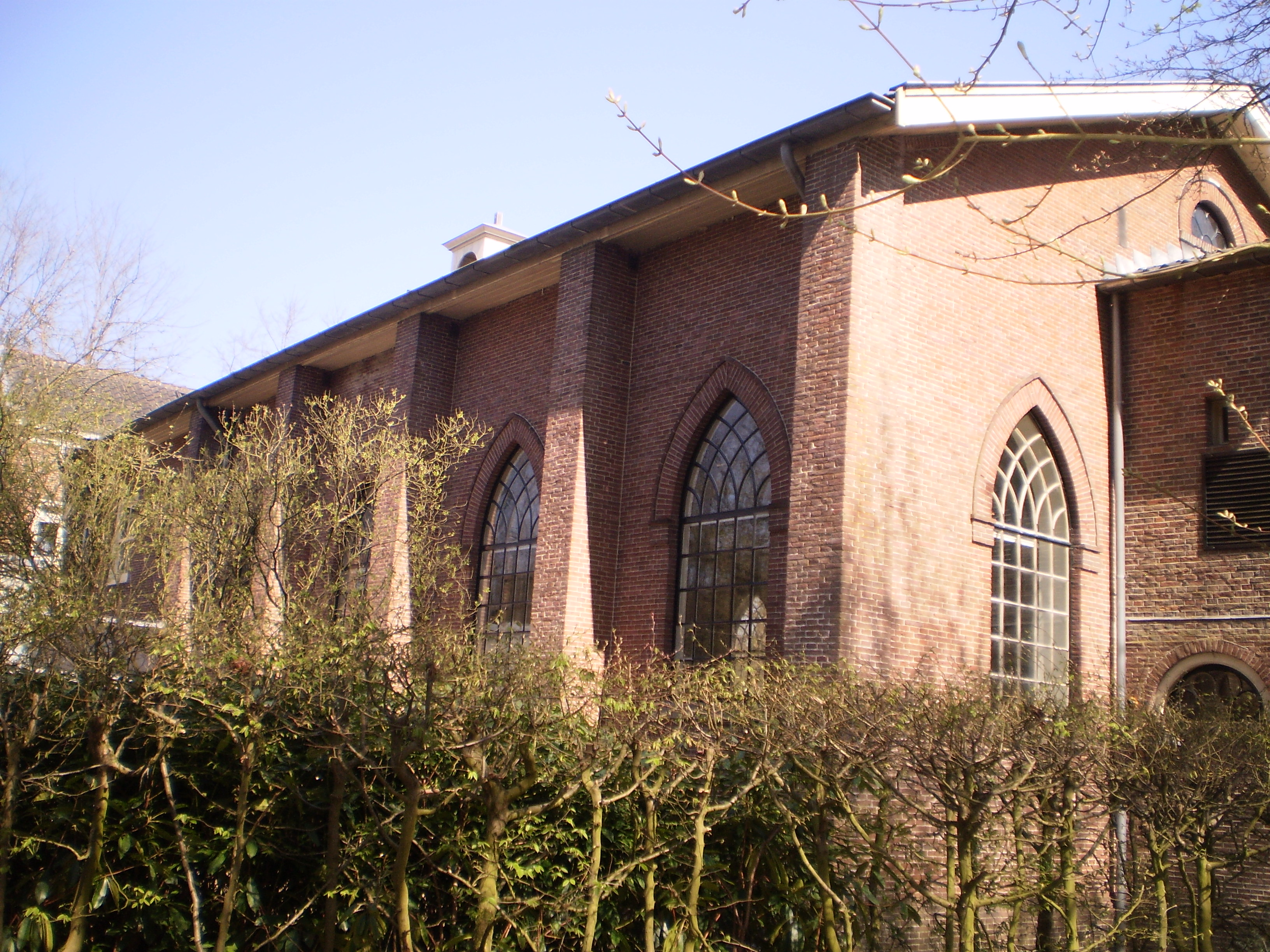
achterzijde
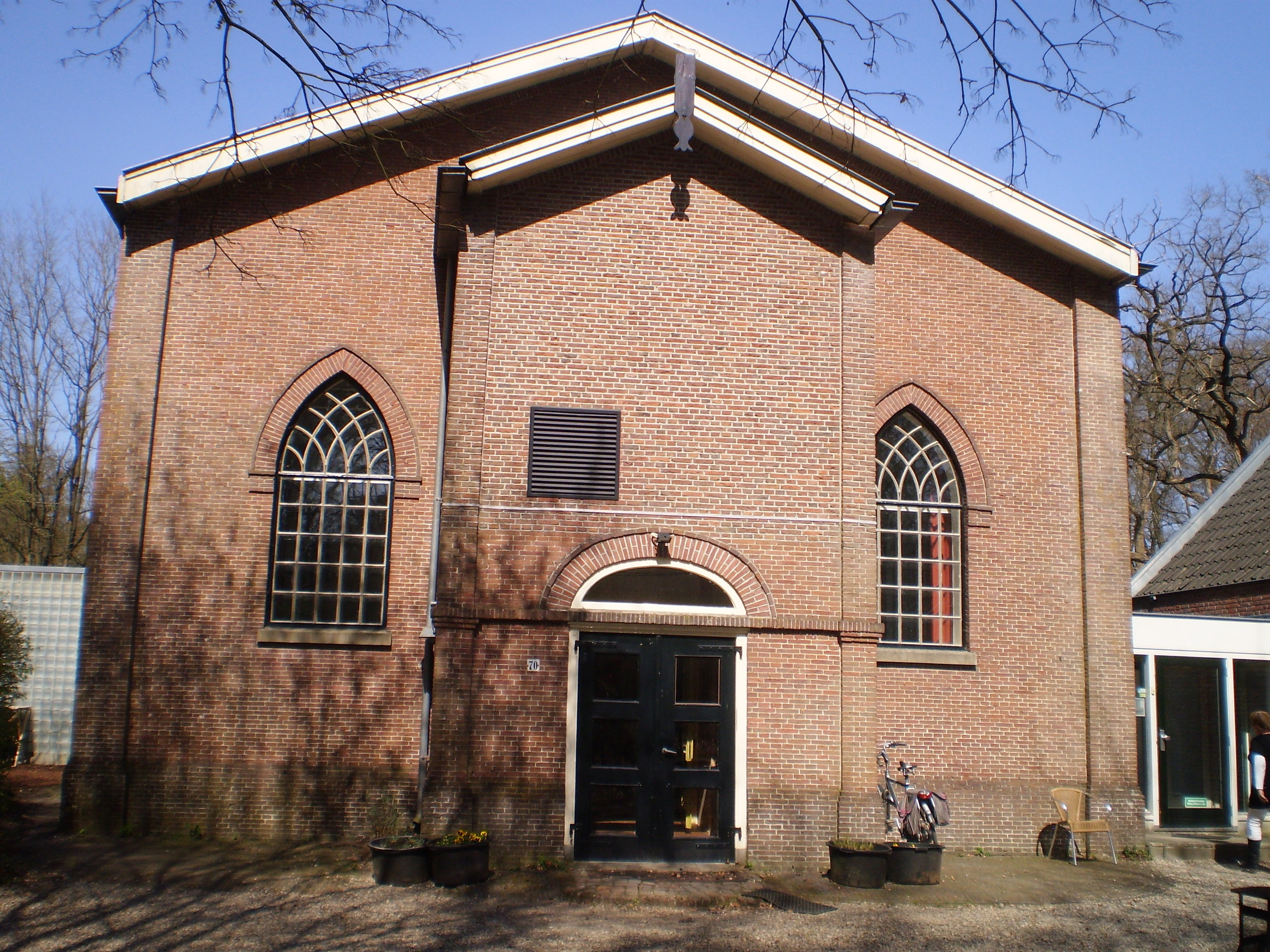
achterzijde
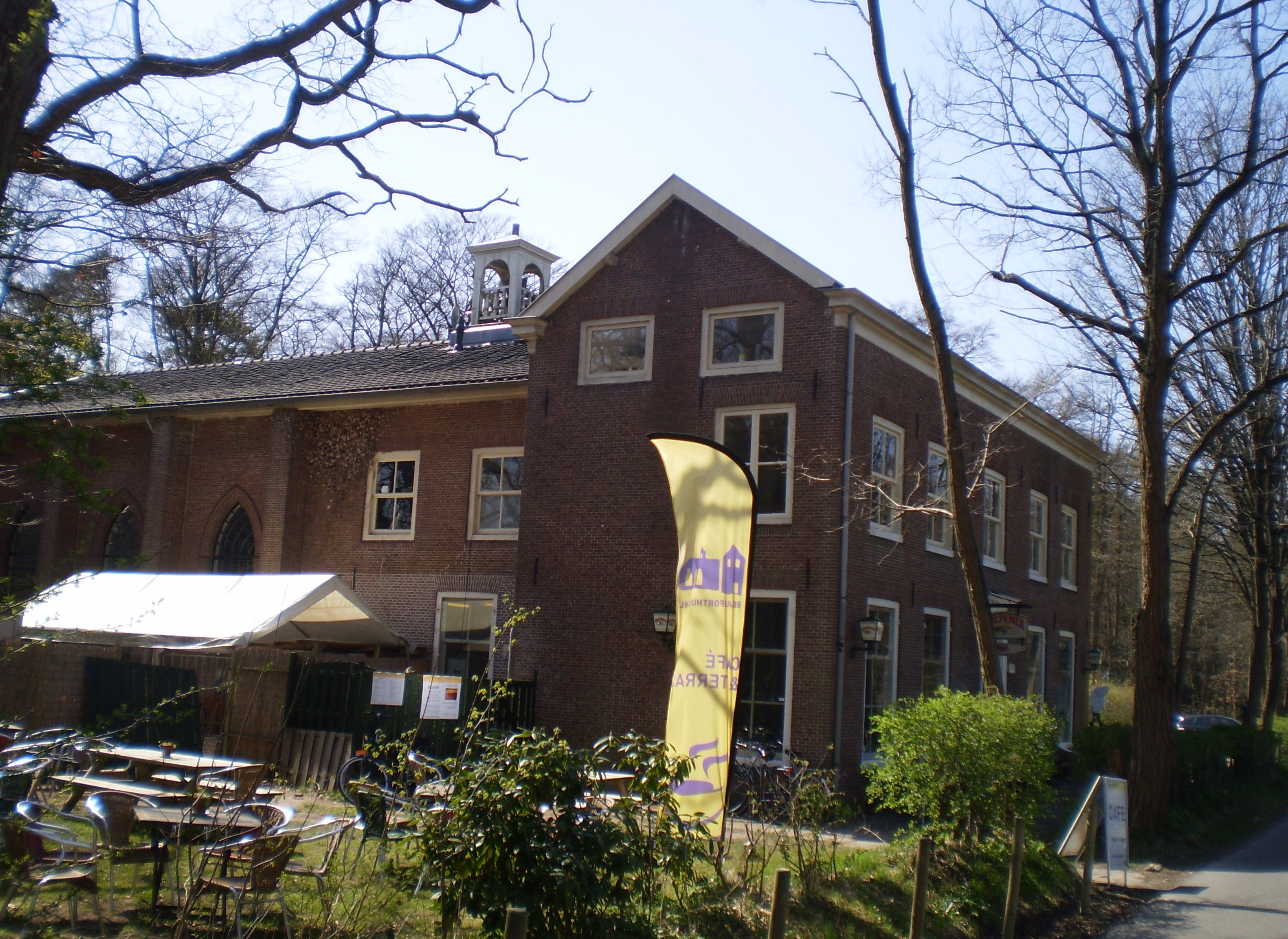
oostzijde
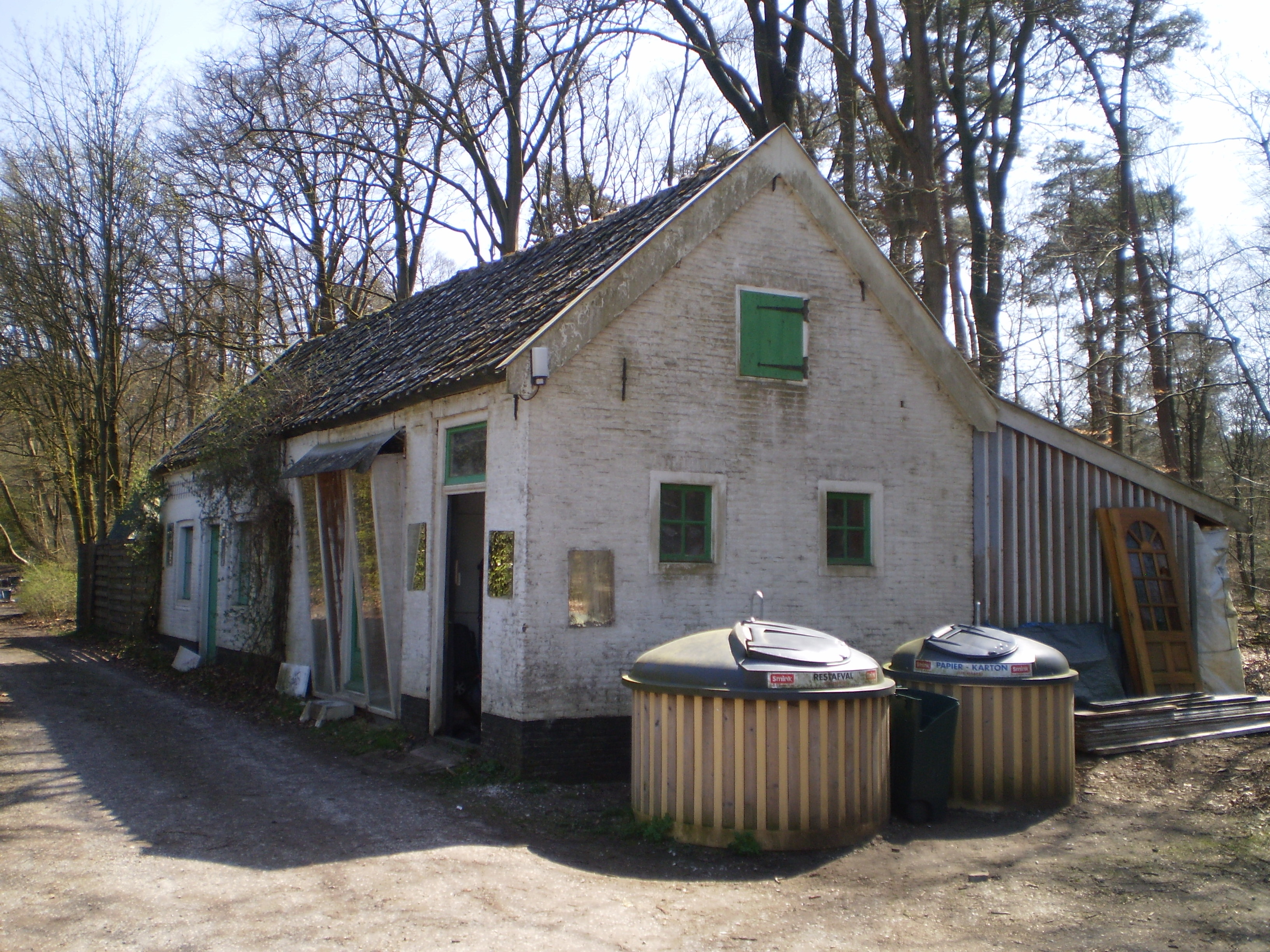
bijgebouw

### Kind aan huis artiesten
Kind aan huis artiesten zijn artiesten voor wie het Beauforthuis de afgelopen 25 jaar een thuishaven was. Sommigen voelen er zich er zo thuis dat zij er hun verjaardag vieren met o.a. een concert, zoals Erwin van Ligten en Eric Vloeimans.
Youp van 't Hek gaf een benefietconcert om de gelden voor de restauratie van het pand bijeen te krijgen.

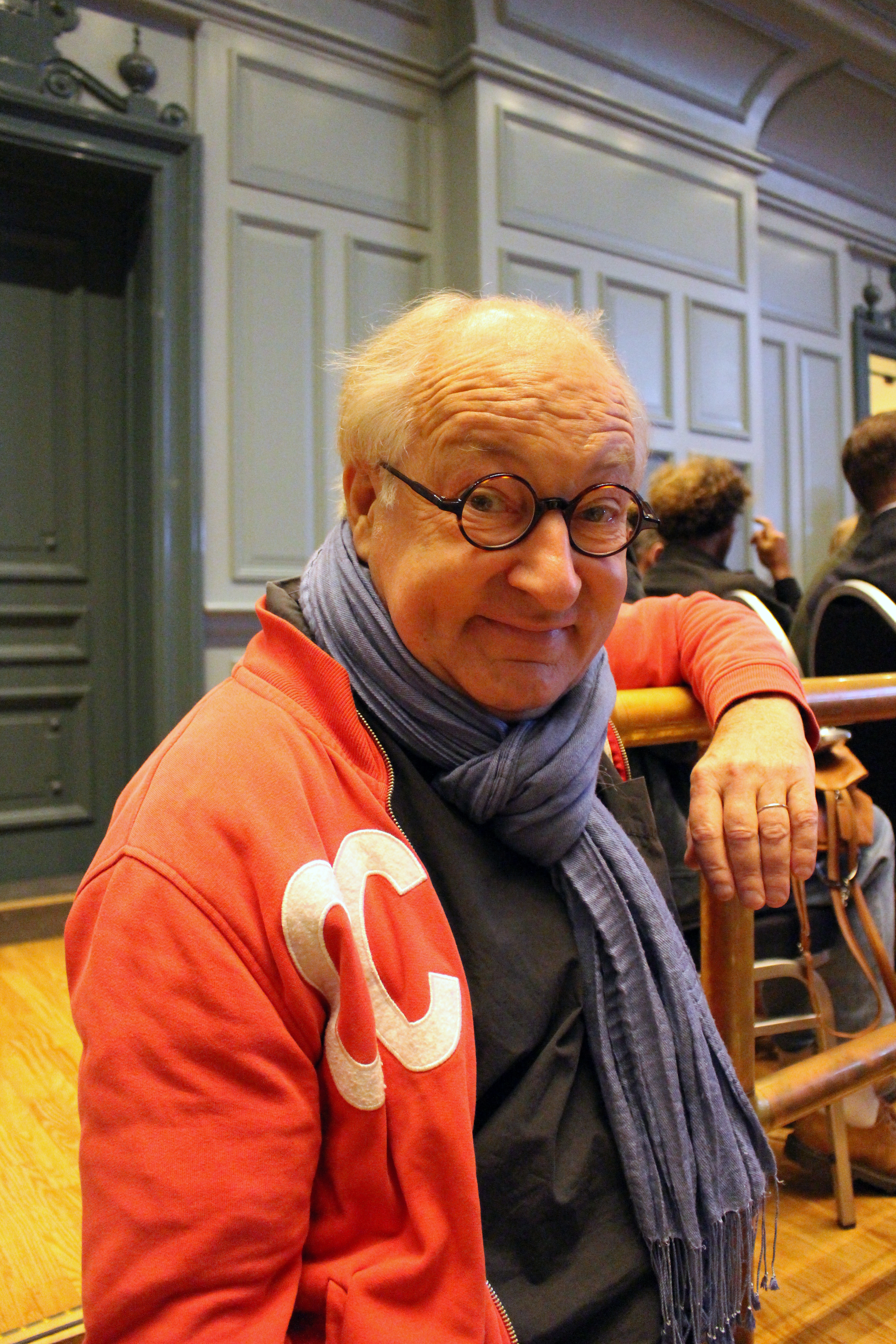
Youp van 't Hek
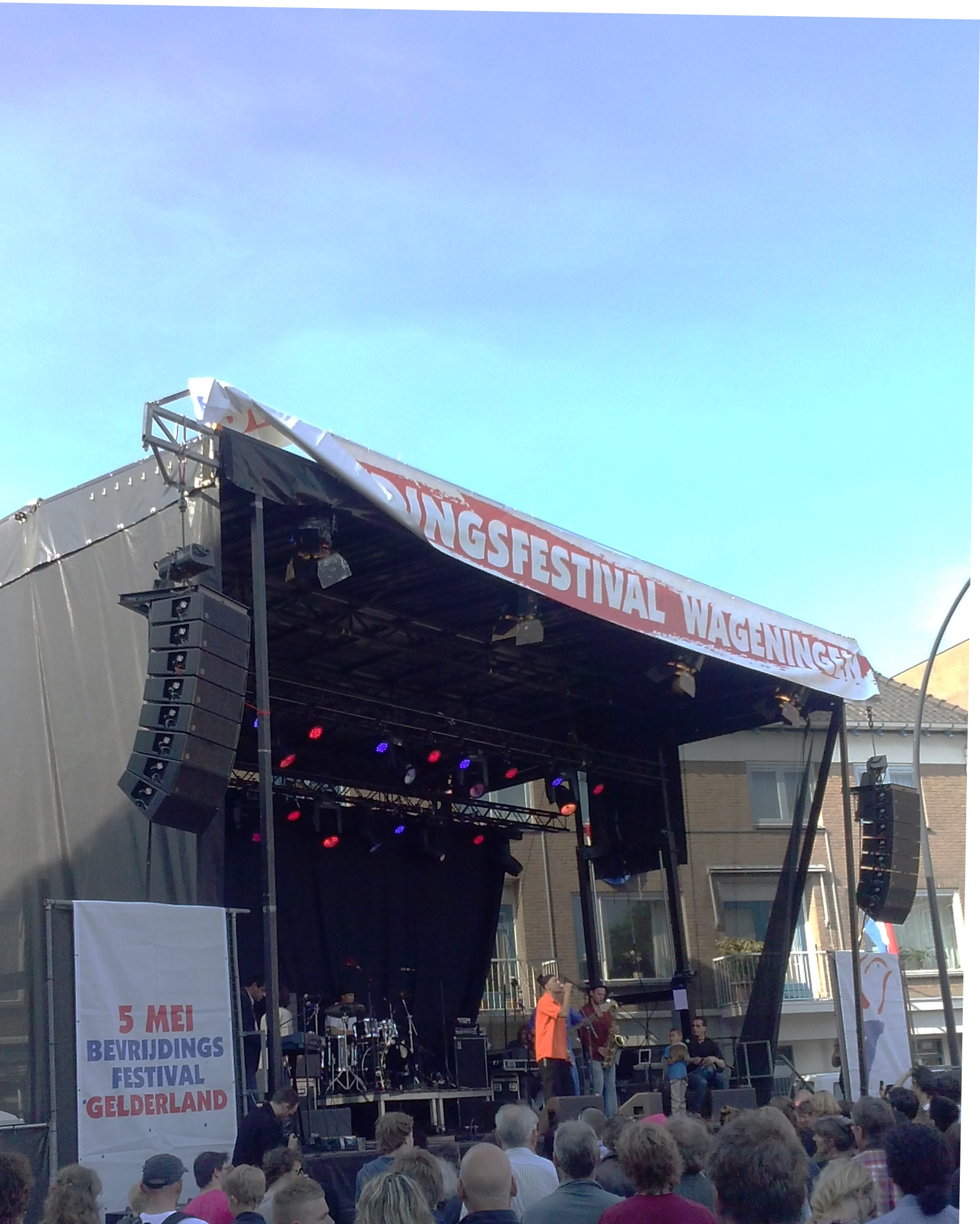
Kasba (muziekgroep) in Wageningen
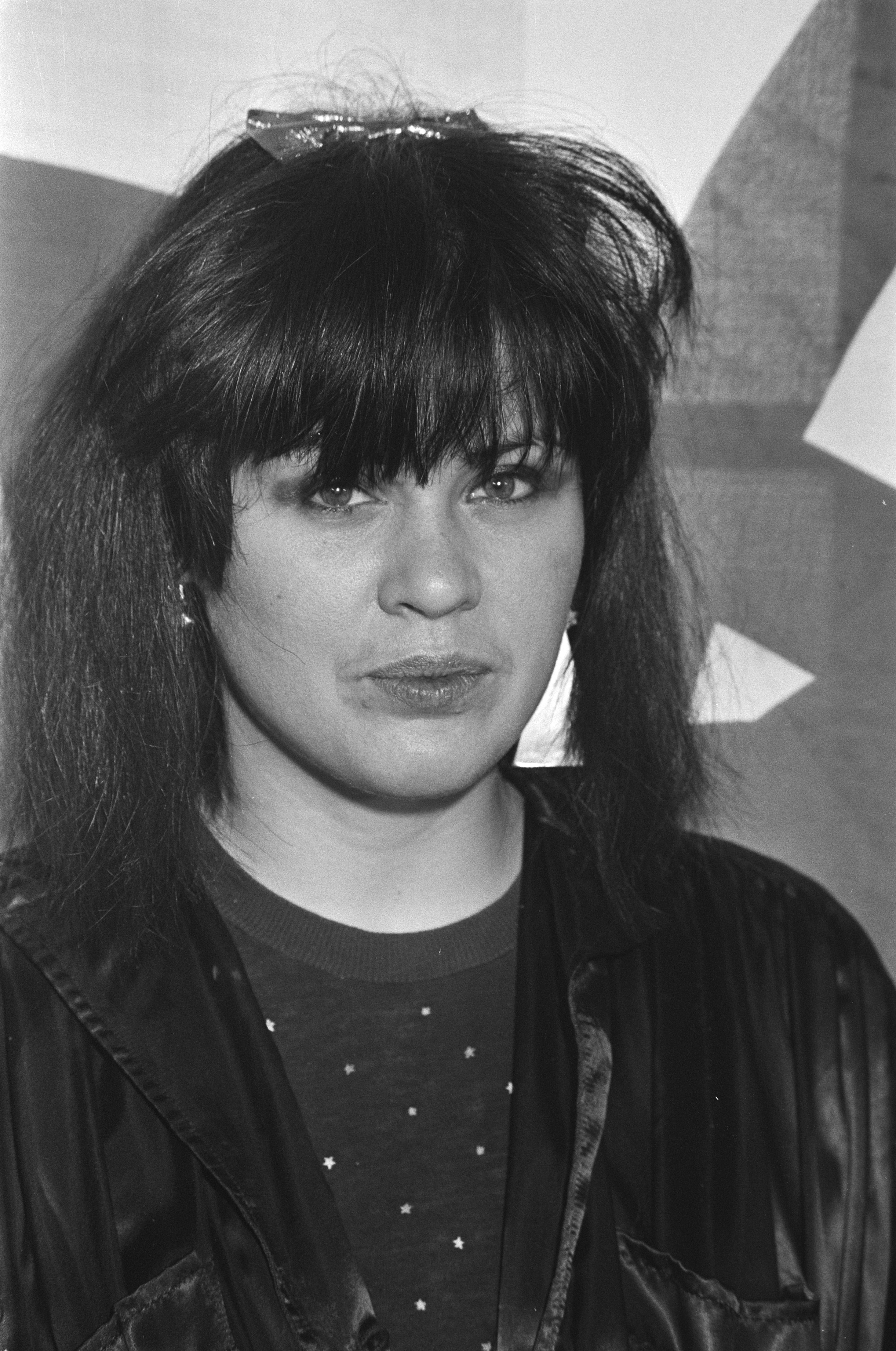
Fay Lovsky
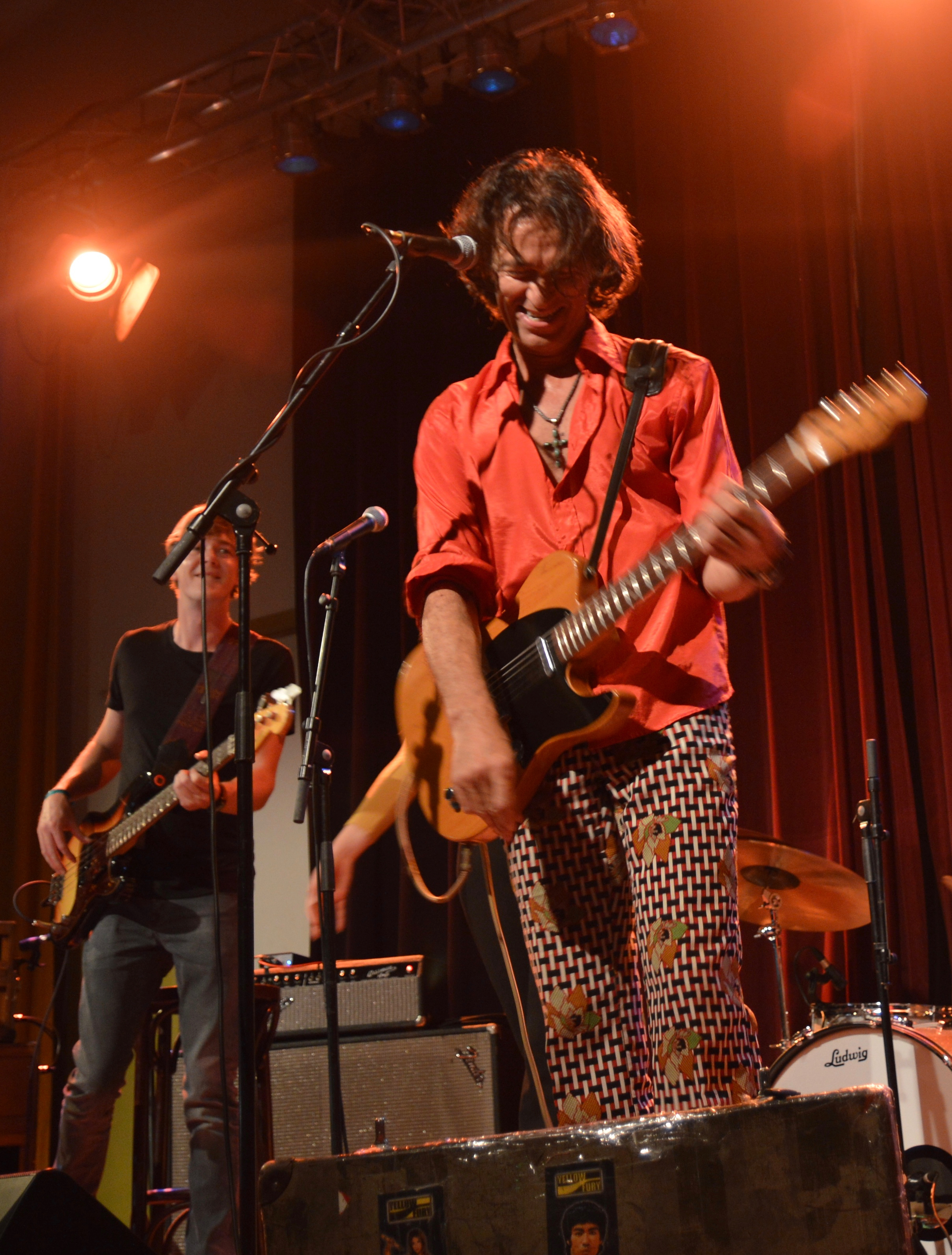
Erwin van Ligten
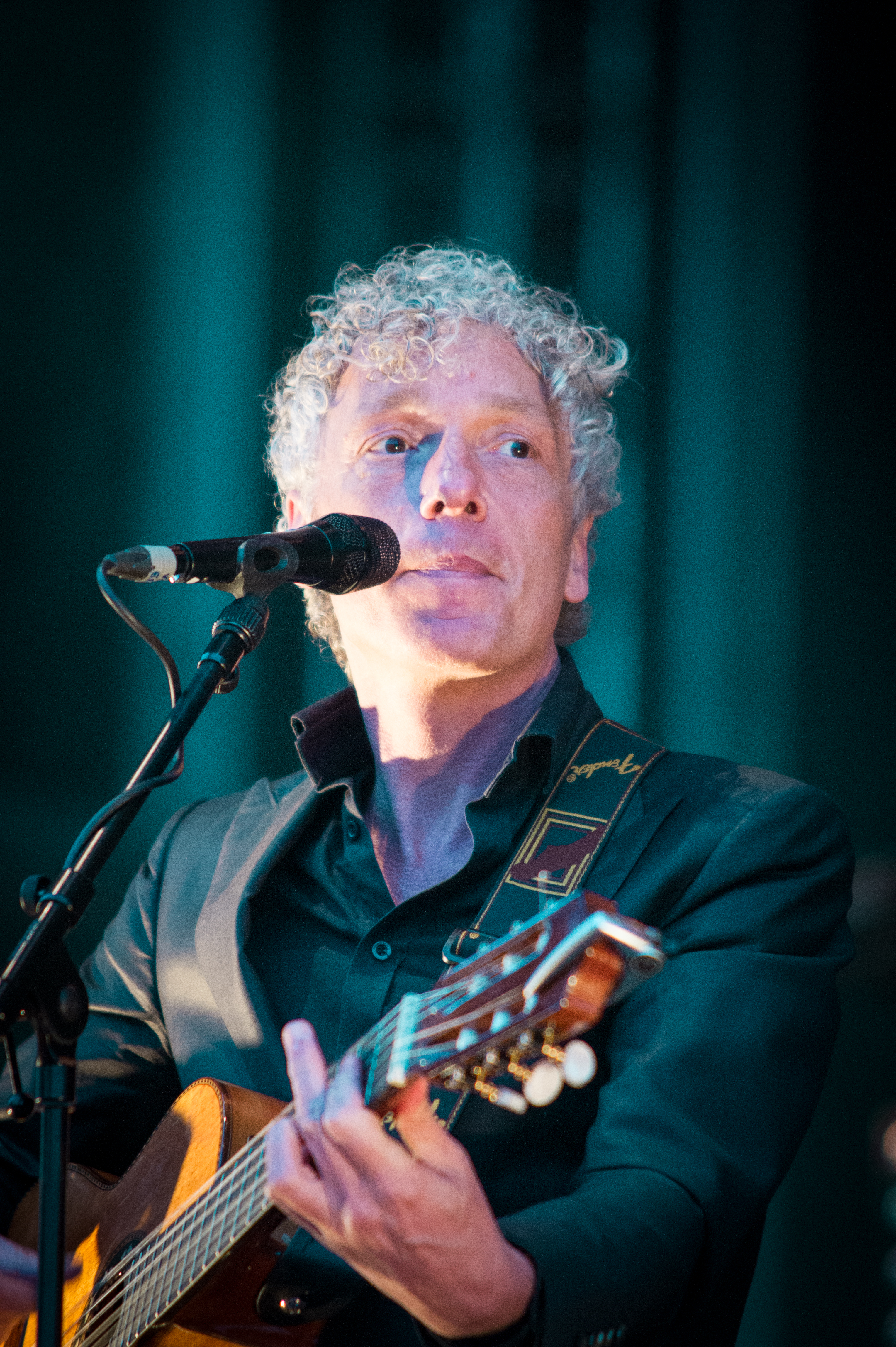
Spinvis
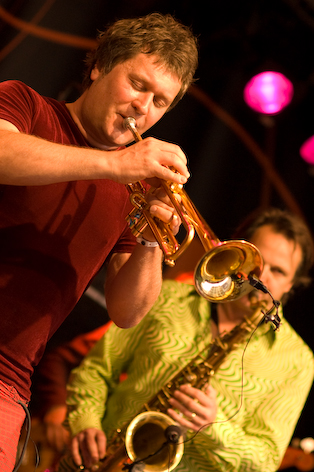
Eric Vloeimans

Andere "Kind aan huis artiesten":
Bert van den Brink, Eric Vaarzon Morel, Jeroen van Vliet.